# Crying Freeman – Der Sohn des Drachen
Crying Freeman – Der Sohn des Drachen ist ein Film des französischen Regisseurs Christophe Gans aus dem Jahr 1995 und  basiert auf dem Manga Crying Freeman der Japaner Kazuo Koike (Text) und Ryōichi Ikegami (Zeichnungen). Der Film kam am 29. Mai 1997 in die deutschen Kinos im englischen Originalton mit deutschen Untertiteln, wo er allerdings wenig Beachtung fand.

## Handlung
Die verwaiste und deprimierte Malerin Emu O’Hara, die gerade San Francisco besucht, wird Zeugin eines Mordes am Yakuza Takeshi „Sunny“ Shimazaki und dessen Leibwächtern. Der Mörder Yo stellt sich ihr – mit einer Träne über der Wange – vor, so dass sie diesen Moment nicht vergessen kann. Sie porträtiert ihn aus ihrem Gedächtnis und reist zurück nach Vancouver.
Der Crying Freeman reist ebenfalls nach Vancouver, um den Vater von Shimazaki, einen mächtigen Yakuza-Boss, zu töten. Shimazaki versucht, mit der Polizei zusammenzuarbeiten und nennt Emu als Zeugin; er erklärt den Beamten, was der Auftragskiller einer chinesischen Sekte namens „Sons of the Dragon“, der Crying Freeman, zu leisten vermag. Beim Verlassen des Polizeigebäudes wird der Yakuza-Boss und seine Gefolgschaft vom Freeman erschossen, wobei Emu – die unter Polizeischutz steht – wieder alles mit ansieht.
Yos Auftraggeber fordern nun, dass er Emu umbringen soll, da sie in der Lage ist, den Freeman zu identifizieren. Diese Forderung will Yo aber nicht erfüllen, da er sich in Emu verliebt hat. Unterdessen ist ein Nachfolgestreit um den vakanten Posten des mächtigsten Yakuzas entbrannt. Man versucht Emu zu kidnappen, um so an den Freeman heranzukommen, doch dieses misslingt kläglich, da der Freeman den Überfall auf Emus Anwesen vereiteln kann.
Bei dem Feuergefecht wird Emu leicht verletzt, so dass sie ärztlich versorgt werden muss. Ihr gelingt es erfolgreich, der Bewachung durch die Polizei zu entgehen und so flüchtet sie nach Japan, wo sie sich mit Yo treffen will. Als sich die beiden in Japan treffen, ist der Freeman durch seinen Ungehorsam gegenüber den „Sons of Dragon“ selbst zum Gejagten geworden, soll sich aber noch einmal gegen den großen Yakuza-Clan behaupten, um schließlich selbst erledigt zu werden.
Auf seinem Anwesen kommt es zum blutigen Gefecht, wobei auch der Freeman verletzt, aber nicht getötet wird. Dank Lady Hanada gelingt beiden die Flucht.

## Produktion
Crying Freeman ist der erste abendfüllende Spielfilm von Regisseur Christophe Gans, der zuvor nur kleinere Projekte realisierte. Umso erstaunlicher ist es, dass der Produzent und spätere Freund Samuel Hadida ihm das Vertrauen aussprach. Realisiert wurde ein Film, der eine Mischung aus Action, leichter Romantik und Drama beinhaltet und fast ausschließlich in Vancouver (Kanada) gedreht wurde.
Mark Dacascos und Masaya Kato drehten alle Stunts in dem Film selbst, Dacascos und Christophe Gans entwickelten gemeinsam die letzten Kampfszenen im Film. Bei den Dreharbeiten zu diesem Film lernte Dacascos Julie Condra kennen, die er drei Jahre später heiratete.

## Trivia
Der Film wurde im Jahr 2007 indiziert, im Februar 2018 jedoch wieder von diesem gestrichen. Nach einer Neuprüfung durch die FSK wurde die ungeschnittene Fassung ab 16 Jahren freigegeben.

## Kritiken
„Der Gang ins Kino lohnt sich auch für jene, die den Film bereits auf Video gesehen haben. Denn nur auf der großen Leinwand kommt die Farbenpracht und visuelle Eleganz des stilsicheren inszenierten Killer-Dramas zur Geltung. Die Diskrepanz zwischen üppiger Bildpracht und dünnem Plot ist im Übrigen kein Grund zur Traurigkeit: Die spektakulären Actionsequenzen erreichen John-Woo-Niveau.“

„Die inszenatorisch eindrucksvolle Verfilmung eines in Japan berühmten Comic-Buches als rasantes, extrem stilisiertes Action- und Kampf-‚Märchen‘. Der Film findet für die mythische Bilderwelt der gezeichneten Vorlage eine eigenständige Entsprechung, wobei er die zahlreichen Grausamkeiten als ‚genre-immanent‘ einbezieht, sie aber nicht hinterfragt.“

## Auszeichnungen
Fantastic Film Festival (Lund, Schweden)
- 1996: Zuschauerpreis für Christophe Gans

Fantasporto (Porto, Portugal)
- 1996: Nominierung als bester Film in der Kategorie: International Fantasy Film Award